# Eugenio Cigolini
Eugenio Cigolini (fl. XX secolo) è stato un calciatore italiano, di ruolo portiere.

## Carriera
Con l'Andrea Doria disputa 9 gare nel campionato di Prima Divisione 1925-1926.